# Xian de Tianzhen
Le xian de Tianzhen (天镇县 ; pinyin : Tiānzhèn Xiàn) est un district administratif de la province du Shanxi en Chine. Il est placé sous la juridiction de la ville-préfecture de Datong.

## Démographie
La population du district était de 200 065 habitants en 1999.